# Phoxomylus
Phoxomylus es un género extinto de Plesiadapiformes que existió en Alberta, Canadá, durante el Paleoceno superior (hace unos 60 milloens de años). Lo nombró por primera vez Richard C. Fox en 2011 y la especie tipo es Phoxomylus puncticuspis.
El holotipo, UALVP 50991 lo encontró Gordon P. Youzwyshyn en la Formación Paskapoo en 1988.